# Задорожний Андрій Володимирович
Андрі́й Володи́мирович Задоро́жний — український військовик, учасник війни на сході України, капітан Збройних сил України. Лицар Ордена Богдана Хмельницького III ступеня, Почесний громадянин Нововолинська.

## Життєпис
Народився 1978 року в селі Обільне (Старобешівський район, Донецька область). Закінчив Донецький військовий ліцей, потім — Сумський інститут артилерії та сухопутних військ. Проживав у місті Нововолинськ. Командир мінометної батареї, 1-й батальйон, 51-ша окрема механізована бригада.
За словами комбата 1-го батальйону 51-ї бригади Миколи Капіноса, його батарея була дуже сильною, а дисципліна — винятковою, не зважаючи на те що укомплектована була переважно мобілізованими, з мінімумом контрактників.
Загинув 1 серпня 2014-го року недалеко від місця свого народження через підрив на міні автомобіля «ГАЗ-66», який перекинувся. Тоді ж загинули сержант Руслан Калуш, молодший сержант Андрій Курочка, старший солдат Сергій Дармофал, старший солдат Михайло Котельчук та старший солдат Сергій Кушнір.
Вдома залишилися мама, сестра, дружина Наталія Миколаївна, двоє дітей (донька та син Андрій 2006 р.н.) Похований у Ковелі 7 серпня 2014-го.

## Нагороди
За особисту мужність і героїзм, виявлені у захисті державного суверенітету та територіальної цілісності України, вірність військовій присязі під час російсько-української війни, відзначений — нагороджений орденом Богдана Хмельницького ІІІ ступеня (4.6.2015, посмертно).
22 травня 2015 року, в річницю бою під Волновахою, у Ковелі урочисто відкрито пам'ятну стелу в честь жителів міста та району, які загинули під час російсько-української війни — Олександра Артемука, Станіслава Максимчука, Павла Редьковича, Романа Данилевича, Андрія Мостики, Олексія Тарасюка, Андрія Омелянюка, Олександра Абрамчука, Анатолія Шиліка, Сергія Дем'яника, Олександра Ярмолюка та Андрія Задорожнього.
Ковельська міська рада ухвалила рішення присвоїти новозбудованій вулиці в районі вулиці Зерова ім'я Андрія Задорожнього.
Народний Герой України (23 червня 2015).
Почесний громадянин Ковеля.